# Rosa és Dudley Lambert
Rosa és Dudley Lambert egy brit bűnügyi regényíró házaspár, akik 1928 és 1938 között négy „Ki a tettes?” (whodunit) típusú bűnügyi regényt írtak együtt. Visszatérő hősük Glyn Morgan, egy walesi nyomozó volt.

## Regényeik
- Death Goes to Brusells, 1928 (~A halál Brüsszelbe megy)
- The Mediterranean Murder, 1930 (~A mediterrán gyilkosság)
- The Mystery of the Golden Wings, 1935 (~Az Arany Szárnyak rejtélye)
- Crime in Quarantine, 1938 (~Bűntény a karanténban)

## Magyarul
- R. D. Lambert: Tragédia a szállóban; Pesti Hírlap könyvek 290.; Légrády Testvérek, Budapest, 1933; fordította: Rády Gitta